# 4P/Faye
4P/Faye ist ein kurzperiodischer Komet, der von Hervé Faye am 22. November 1843 entdeckt wurde. Er wurde seitdem bei jeder Wiederkehr bis auf 1903 und 1917 beobachtet.
Zuletzt wurde er 2014 beobachtet. Damals erreichte er in etwa die Helligkeit von 9 mag.